# 真の男の物語
『真の男の物語』（ロシア語: Повесть о настоящем человеке） 作品117 は、セルゲイ・プロコフィエフが作曲した4幕構成のオペラ。作曲は1947年から1948年にかけて行われ、作曲者の最後のオペラとなった。

## 概要
リブレットを執筆したのはプロコフィエフの妻のミーラ・メンデリソンである。題材として採られたボリス・ポレヴォイの同名の小説は、パイロットのアレクセイ・マレシエフの物語である。初演は1948年12月3日にレニングラードのキーロフ劇場で行われた。聴衆はソビエトの文化系の役人で占められており、作品に対して冷ややかな評価を与えた。これは以前に形式主義とのそしりを受け、このオペラによって共産主義の当局からの名誉挽回を期していたプロコフィエフにとっては大きな落胆であった。結果として、『真の男の物語』の一般大衆向けの上演はプロコフィエフの死後まで禁止されることになってしまった。公開の初演が行われたのは1960年10月7日、モスクワのボリショイ劇場だった。

## 配役
| 配役                                   | 声域           | 非公開初演 1948年12月3日 ボリス・ハイキン指揮 キーロフ劇場 | ボリショイ劇場、公開初演 1960年10月8日 マルク・エルムレル指揮 スタジオ録音 1961年 |
| -------------------------------------- | -------------- | ---------------------------------------------------------- | --------------------------------------------------------------------------------- |
| アレクセイ・マレシエフ、操縦士         | バリトン       |                                                            | エフゲニー・キブカロ                                                              |
| Andrei Dzhegtyarenko、操縦士           | バス           |                                                            | ゲオルギー・パンコフ                                                              |
| クラウディヤ・ミハイロヴナ、看護師     | コントラルト   |                                                            | キーラ・レオノヴァ                                                                |
| コンスタンティン・ククシュキン、操縦士 | テノール       |                                                            | アレクセイ・マスレンニコフ                                                        |
| 祖父ミハイロフ                         | テノール       |                                                            | ゲオルギー・シュルピン                                                            |
| オルガ、アレクセイの婚約者             | ソプラノ       |                                                            | グラフィラ・デオミドヴァ                                                          |
| コミッサール、セミョン・ヴォロビエフ   | バリトン/バス  |                                                            | アルトゥール・エイゼン                                                            |
| シノッカ                               | ソプラノ       |                                                            | Maria Zvenzdina                                                                   |
| ヴァリヤ                               | メゾ・ソプラノ |                                                            | マルガリータ・ミグラウ                                                            |
| 医者、ヴァシリエヴィチ                 | バス           |                                                            | マルク・レシェティン                                                              |
| 祖母、ヴァシリッサ                     | コントラルト   |                                                            | ヴェラ・スミロヴァ                                                                |

## あらすじ
第二次世界大戦中の物語。ソビエトの戦闘機パイロットであったアレクセイはドイツとの交戦中に撃ち落とされて酷い怪我を負ってしまう。集団農場の村民に救出され、手当を受けた後に病院に移送されるが、彼は両脚を切断されることになる。彼は恋人の思想、そして病院で知り合った者の助けに触発される。その中のひとりは第一次世界大戦で片足を失いつつも飛び続けた空の勇士の話をアレクセイに聞かせるのであった。オペラはアレクセイが新たな機材に乗って再び空へ向かうところで幕を閉じる。

## 関連文献
- Holden, Amanda (Ed.), The New Penguin Opera Guide, New York: Penguin Putnam, 2001. ISBN 0-14-029312-4